# Tjingirlau
Tjingirlau (kazakiska: Shyngghyrlaū, ryska: Чингирлау) är en ort i Kazakstan.   Den ligger i oblystet Västkazakstan, i den västra delen av landet, 1 200 km väster om huvudstaden Astana. Tjingirlau ligger 109 meter över havet och antalet invånare är 6 218.
Terrängen runt Tjingirlau är huvudsakligen mycket platt. Tjingirlau ligger uppe på en höjd. Runt Tjingirlau är det mycket glesbefolkat, med 5 invånare per kvadratkilometer. Det finns inga andra samhällen i närheten. Trakten runt Tjingirlau består i huvudsak av gräsmarker.